# زیرانی
زیرانی (به لاتین: Zirani) یک منطقهٔ مسکونی در روسیه است که در داغستان واقع شده‌است.